# Portada/efemèride novembre 27
Isabel Oliva
« 26 de novembre · 27 de novembre · 28 de novembre »